# نورفولك (كونيتيكت)
نيسكايونا (كونيتيكت) (بالإنجليزية: Norfolk, Connecticut)‏ هي بلدة أمريكية تقع في الولايات المتحدة في مقاطعة ليتشفيلد (كونيتيكت). يقدر عدد سكانها بـ 1,787 نسمة ومساحتها 120.2 كم2 و وترتفع عن سطح البحر 416 متر.

## أعلام
- ويليام هنري ولتش
- توماس روبنز
- سيميون ميلز
- روبن غايلورد